# Crack Z
Crack Z（クラックゼット）は、PENICILLINの千聖（=Crack 6のMSTR）と、ZZのSOTAROにより2005年に結成された音楽ユニット。所属事務所は ユークリッド・エージェンシー。CDリリースはBeat Art Recordings。なお、Crack6と同様に千聖の名義はMSTRとなっている。

## メンバー
- SOTARO：ボーカル
- MSTR：ボーカル・ギター

## ディスコグラフィー

### CDシングル
- The Moonlight Coming（2005/12/28）　
  - 村上和成・ファイティングテーマ

### DVD
- Crack Z LIVE!
  - ユークリッド・エージェンシー内の通信販売ショップの玉置屋限定発売。